# Unité de Thiviers-Payzac
L'unité de Thiviers-Payzac, parfois aussi appelée nappe de Thiviers-Payzac ou groupe du Bas-Limousin, est une succession métasédimentaire du Bas-Limousin, allant du Néoprotérozoïque terminal à l'Ordovicien. Elle appartient au socle varisque du Massif Central.

## Terminologie
L'unité de Thiviers-Payzac fut nommée d'après Thiviers et Payzac, deux communes en Dordogne.

## Géographie

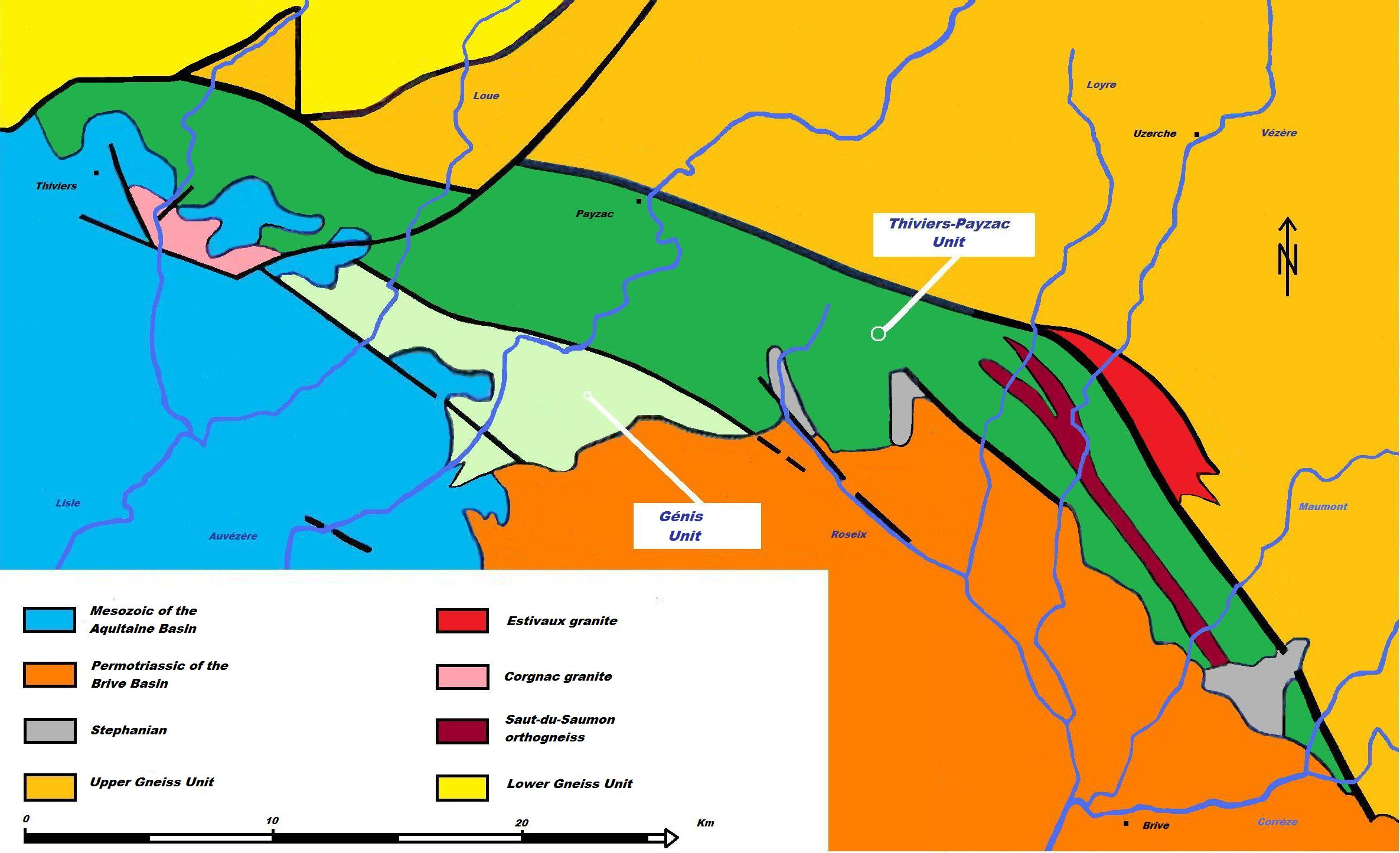
Carte géologique montrant la position de l'unité de Thiviers-Payzac (en vert)

L'unité de Thiviers-Payzac, appartenant géographiquement au Bas-Limousin, suit à partir de Thiviers au nord-est de la Dordogne sur 70 kilomètres le secteur d'un arc circulaire passant par Lanouaille, Payzac, Orgnac-sur-Vézère, Donzenac jusqu'à Brive en Corrèze. Initialement elle est orientée ONO-ESE (N110), mais change sa direction au nord d'Orgnac pour NO-SE (N135). L'unité se distingue au nord par l'accident d'Estivaux, un décrochement ductile senestre, des gneiss de l'Unité Supérieure de Gneiss. Plus à l'ouest elle bute aux roches appartenant à l'Unité Inférieure de Gneiss. Au sud-ouest l'unité est recouverte par les sédiments du Lias du bassin aquitain. Dans sa partie centrale elle est séparée de l'unité de Génis au sud par la faille sud-limousine – elle aussi un accident ductile décrochant, mais avec un sens de mouvement dextre. À l'est l'unité disparaît sous les couches rouges permiennes du bassin de Brive. Dans la vallée de l'Auvézère l'unité atteint sa largeur maximale de 9 kilomètres (en profil).
Au nord-ouest de Terrasson-Lavilledieu apparait un affleurement du socle qui fait partie de l'unité de Thiviers-Payzac. Sur environ 10 kilomètres il suit la même direction (N 110) que l'unité principale; sa largeur est 5 kilomètres.

## Stratigraphie
L'unité de Thiviers-Payzac montre la succession stratigraphique suivante (de haut en bas):
- quartzite du Puy-des-Âges.
- complexe mafitique d'Engastine.
- schistes de Donzenac.
- grès de Thiviers.

L'unité  a subi l'intrusion de trois granitoïdes.

### Quartzite du Puy-des-Âges
Le quartzite du Puy-des-Âges, la formation la plus jeune de l'unité Thiviers-Payzac, est un quartzite sériciteux très résistant de couleur blanche. Il forme des monadnocks qui surmontent le plateau du Bas-Limousin pénéplainé pendant l'Éocène. Le quartzite affleure dans une bande étroite de seulement 200 mètres dans la partie occidentale et centrale de l'unité. Il possède des affinités avec l'arkose du Puy-de-Cornut de l'unité de Génis voisine. Même une relation avec le grès armoricain en Bretagne est envisageable. Le quartzite devrait donc dater de l'Ordovicien.

### Complexe mafitique d'Engastine
Le complexe mafitique d'Engastine est constitué de roches basiques d'origine magmatiques. Lui aussi affleure seulement dans la partie occidentale et centrale de l'unité de Thiviers-Payzac. Avec une largeur de 500 mètres il suit immédiatement au sud du quartzite du Puy-des-Âges. Au nord de Juillac sa largeur à l'affleurement augmente jusqu'à 2 kilomètres. L'âge du complexe est considérée comme Cambrien. Son épaisseur maximale est environ 500 mètres. Lithologiquement il consiste en des alternances de schistes verts/amphibolites entremêlés par des niveaux métadoléritiques et métagabbroïques. Les schistes verts, de granulométrie très fine et de couleur variable (entre vert clair et vert foncé), montrent la minéralogie suivante : plagioclase (oligoclase/andesine) et amphibole (hornblende) majoritairement, ainsi épidote (clinozoisite) et peu de biotite; accessoirement apparaissent quartz, calcite et minéraux opaques. Ces schistes verts sont issus de basaltes subalcalins. Les métadolérites et les métagabbros par contre sont plus grossiers et consistent en de la hornblende verte et un plagioclase basique saussuritisé.

### Schistes de Donzenac
Sous le complexe mafitique suivent les schistes de Donzenac épizonales. Leur bande d'affleurement arqué atteint 3 kilomètres de largeur et passe de Donzenac, leur localité type, jusqu'à Lanouaille.  Ensuite le décrochement de Dussac les déplace à gauche, pour terminer au nord-est de Thiviers. Les schistes de Donzenac sont aussi attribués au Cambrien. Leurs couleurs montrent des nuances grisâtres satinées. Ils consistent surtout en des phyllosilicates comme muscovite et biotite ou muscovite et chlorite, accompagnés par quartz, plagioclase acide et grenat de la zone à almandin. Les schistes recèlent parfois des intercalations décimétriques; il s'y agit des arénites sombres à granulométrie fine, probablement des anciens grauwackes. Ces arénites sont composés de clastes de quartz, plagioclase et épidote entourés par de minéraux néoformés (phyllosilicates, quartz et albite).

### Grès de Thiviers

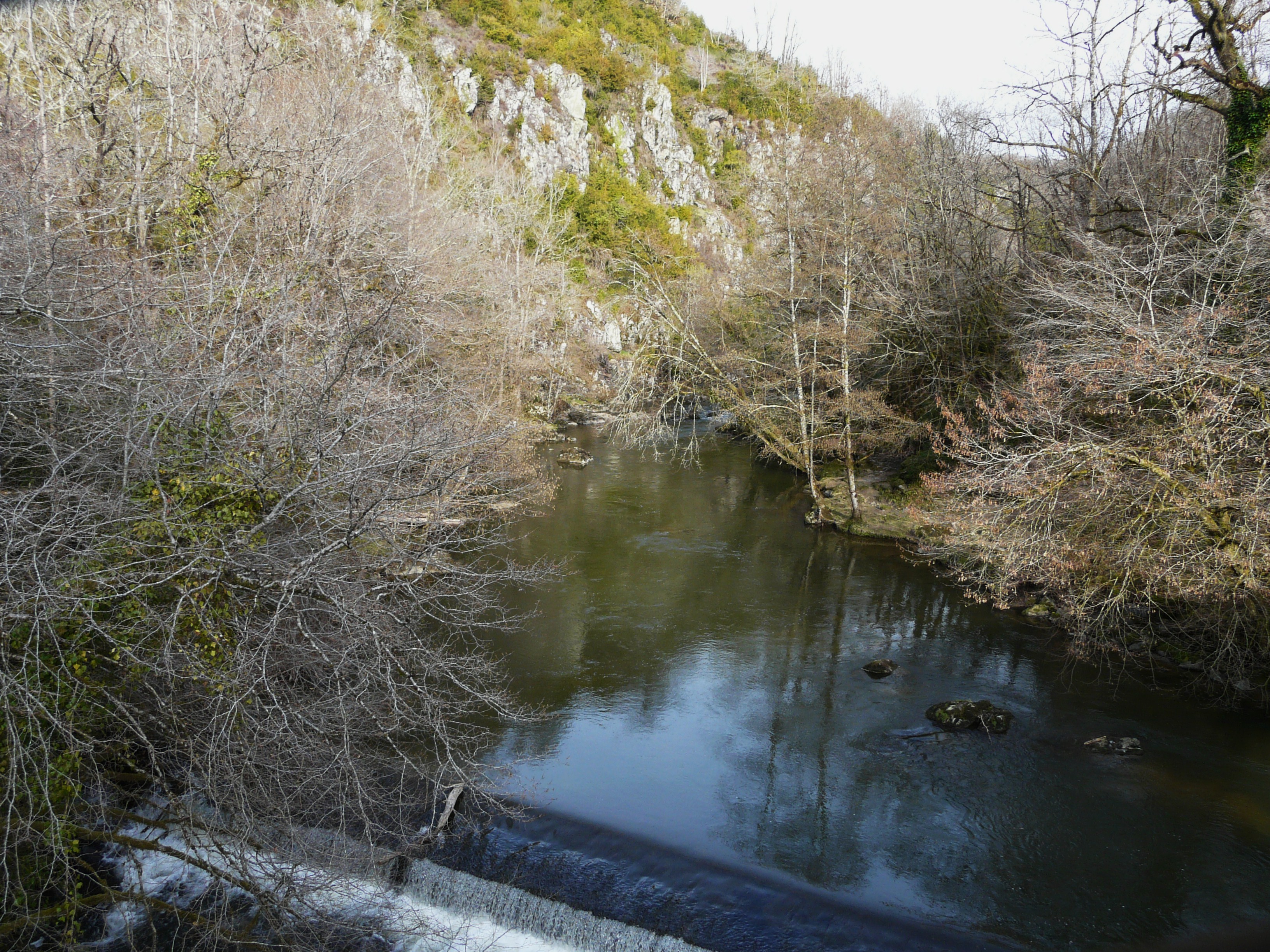
Près de Saint-Mesmin l'Auvézère traverse la formation du grès de Thiviers

À l'affleurement le grès de Thiviers est la formation la plus profonde de l'unité de Thiviers-Payzac. Il occupe presque deux tiers de la surface de l'unité. La formation est une succession volcano-détritique d'âge fini-néoprotérozoïque à cambrien. Elle peut être subdivisée en quatre faciès:
- grauwackes à granulométrie moyenne à grosse.
- schistes gréseux et tufs rhyodacitiques.
- conglomérats polygénétiques et intraformationels.
- quartzites issus de grès recristallisés.

Le grès de Thiviers est traversé par d'innombrables filons doléritiques métriques.
L'appellation “grès” est un peu trompeuse, car la formation est clairement volcanique et dominée par les tufs rhyodacitiques; tous les autres faciès ne sont que des remaniements de sédiments volcaniques d'origine. Ces anciens tufs riches en sodium forment des assises massives, sombres et épaisses (métriques). Dans une matrice très fine composé de chlorite, mica blanc, quartz et albite se distinguent des clastes millimétriques de quartz, plagioclase (albite ou oligoclase) et épidote. Les phénomènes suivants soulignent le caractère explosif du protolithe volcanique: 
- quartz cataclasé, acéré et à formes anguleuses.
- plagioclase xénomorphe et anguleux.
- fragments de roches, en particulier des laves leucocrates albitiques.

Les grauwackes possèdent la même composition minéralogique et une texture similaire, mais ils sont plus riches en quartz et leur matrice micacée est plus abondante. Ils représentent probablement des remaniements de rhyodacites. En outre la composition chimique des quartzites est pratiquement identique avec les rhyodacites.
Le soubassement du grès de Thiviers  -  les paragneiss plagioclasiques et les micaschistes -  n'affleure nulle part dans l'unité de Thiviers-Payzac.

### Roches intrusives
L'unité de Thiviers-Payzac héberge trois corps magmatiques majeurs:
- l'orthogneiss du Saut-du-Saumon.
- le granite de Corgnac.
- le granite d'Estivaux.

#### L'orthogneiss du Saut-du-Saumon
Le bâti de l'orthogneiss du Saut-du-Saumon est fortement étiré selon la direction NO-SE (15 kilomètres de long) et prend l'allure d'une seiche. Sa queue commence près de Donzenac au sud et ses tentacules terminent à l'alentour d'Orgnac près de la Loyre.
La roche est composée d'ocelles porphyroclastiques de taille subcentimètriques, c'est donc un gneiss œillé à feldspath alcalin avec une matrice quartzo-feldspathique. La biotite s'aligne de préférence dans les bandes de cisaillement sigmoïdes. Les porphyroclastes de feldspath alcalin sont souvent fracturés parallèlement et cisaillés en sens senestre.
L'orthogneiss est intensément folié. La roche contient aussi des linéations horizontales de direction NO-SE. Aux bordures avec son encaissant (grès de Thiviers et schistes de Donzenac) se développent de mylonites et des ultramylonites qui montrent des mouvements senestres. À l'intérieur se superposent des cisaillements dextres et senestres de façon non-coaxiale.
L'orthogneiss est dérivé d'un granitoïde porphyrique qui fut déformé plastiquement après la cristallisation. Son âge intrusif est probablement Ordovicien moyen (phase acadienne) . Selon Bernard-Griffiths (1977) les mouvements mylonitiques se déroulèrent vers 361 millions d'années au tournant Dévonien/Carbonifère.

#### Granite de Corgnac
Le granite de Corgnac est un massif allongé (6,5 kilomètres de long et 2,5 kilomètres de large) et encaissé parallèlement à la foliation du grès de Thiviers. À ses bordures apparaissent encore des traces de hornfels, ce qui démontre son caractère intrusif. Il a beaucoup d'affinités avec l'orthogneiss du Saut-du-Saumon et comme celui-ci date de l'Ordovicien moyen (470 millions d'années).
Le granite fut rétromorphosé vers 350 millions d'années sous conditions épizonales (zone à chlorite) pendant le métamorphisme régional. Sa composition le place dans les monzogranites calc-alcalins à subalcalins.
Le granite de Corgnac montre deux faciès très différents:
- granite cataclastique au sud.
- orthogneiss porphyroclastique au nord.

Le faciès granitique de couleur grise à rose est normalement isogranulaire, mais devient porphyrique par endroits. Il comprend les minéraux suivants:
- quartz – interstitiel.
- plagioclase – oligoclase basique zoné.
- microcline – souvent perthitique.
- biotite.

Accessoirement apparaissent muscovite, zircon, apatite et minéraux opaques.
Tous ces minéraux furent altérés plus tard  par la rétromorphose schistes verts. Ainsi la cataclase affecta quartz et biotite, le plagioclase fut envahi par la muscovite et la clinozoisite, et les aiguilles de rutile se formèrent dans la biotite.
Plusieurs corps microgranitiques porphyriques sont rattachés au granite.
Le faciès orthogneiss est dérivé du faciès granitique, mais est beaucoup plus déformé plastiquement. Il apparaît maintenant comme un gneiss œillé rubané avec des ocelles  de microcline et de plagioclase entourés par les minéraux de la foliation (quartz de granulométrie très fine, albite, clinozoisite fine et micas). La biotite est souvent chloritisée. Le sens de cisaillement n'est pas établi, mais est probablement dextre, car le granite de Corgnac appartient à la partie méridionale de l'unité Thiviers-Payzac.

#### Granite d'Estivaux
Le granite d'Estivaux est de caractère calc-alcalin; il fut déformé de façon hétérogène vers 346 millions d'années au Tournaisien. Comme l'orthogneiss du Saut-du-Saumon il possède aussi des tentacules sortant de sa partie septentrionale gneissique et mylonitique. Le granite a 8 kilomètres de long et 3 kilomètres de large. La faille d'Estivaux le sépare au nord-est des gneiss de l'Unité Supérieure de Gneiss. Au sud-ouest il est encaissé dans le grès de Thiviers et au sud il est délimité par le Clan.
Le granite est constitué de quatre faciès différents:
- faciès mélanocrate.
- faciès leucocrate.
- faciès blanc.
- faciès rose.

Sa minéralogie (pour le faciès mélanocrate) est composée de:
- porphyroclastes:
  - orthoclase - de taille moyenne (jusqu'à 4 mm), partiellement fracturé; les fractures sont remplies par la microaplite [3].
- minéraux essentiels:
  - quartz
  - microcline
  - plagioclase (albite/oligoclase)
  - biotite
  - muscovite
  - hornblende verte - peut former des porphyroclastes
- minéraux accessoires:
  - sphène
  - zircon
  - myrmékite

Le faciès mélanocrate contient beaucoup d'enclaves de composition basique et des schlieren. Le faciès blanc et le faciès rose ne sont que des variations du faciès mélanocrate, ils affichent seulement une granulométrie plus fine. Leurs différences en couleurs sont dues à la coloration des feldspaths, le faciès rose étant plus riche en hématite. Le faciès leucocrate a la composition d'un leucogranite intensément cisaillé et très riche en muscovite.
Le granite d'Estivaux montre donc un gradient très accentué en déformation et en alignement minéralogique de l'ouest à l'est. En s'approchant de la faille senestre et mylonitique (avec structures en S-C) d'Estivaux le faciès mélanocrate peu déformé change pour un faciès leucocrate fortement déformé. En même temps la teneur en microaplite (la fonte résiduelle) baisse de 20 % à seulement 5 %.
Le sens de cisaillement dans le granite d'Estivaux est uniformément senestre.

## Organisation structurale
Toute l'unité de Thiviers-Payzac est intensément plissée. Comparable à l'unité de Génis plus au sud le plissement est très serré et redressé, mais la longueur d'onde est en général un peu plus courte (autour de 100 à 125 mètres, augmentant plus au sud par endroits à 200 mètres). Les axes sont horizontaux et dirigés vers l'ONO-ESE (N 110, à l'ouest de la Loyre, mais N 135 à l'est). La stratification (S0) est fortement inclinée (autour de 80 °) vers le nord ou vers le sud. Parallèle au plan axial une schistosité (S1) très nette s'est développée, soulignée par des minéraux néoformés. Le plissement serré est superposé par un deuxième plissement beaucoup plus ouvert (longueur d'onde de 2 kilomètres environ) créant des synclinaux et des anticlinaux. L'axe du premier synclinal est situé tout près de la faille sud-limousine et le premier anticlinal se trouve sous Saint-Mesmin. Le tracé du quartzite du Puy-des-Âges marque le deuxième synclinal, enfin le deuxième anticlinal traverse Saint-Cyr-les-Champagnes.
Une linéation de crénelation parallèle aux axes de plis est aussi apparente. Les minéraux métamorphiques néoformés s'orientent toujours le long cette direction.
Toutes ces structures changent de cap en arrivant à la Loyre et commencent à suivre la direction NO-SE (N 135) jusqu'à la disparition de l'unité à l'est de Brive.

## Métamorphisme
L'unité de Thiviers-Payzac fut métamorphisée sous conditions épi- à mésozonales. Les parties supérieures de la succession appartiennent encore au faciès schistes verts, mais les parties inférieures déjà au faciès amphibolite. La présence de la chlorite et de la biotite chloritisée le long les bandes de cisaillement et à l'intérieur des ombres de pression clairement indique la rétromorphose, qui est connue d'ailleurs depuis quelque temps au Massif Central.

## Évolution structurale
Comparable à l'unité de Génis toute l'unité de Thiviers-Payzac subit un décrochement de caractère ductile. Par contre le sens du mouvement n'était pas homogène. Sa partie méridionale jusqu'à l'anticlinal de Saint-Mesmin témoigne du même sens de cisaillement que l'unité de Génis - dextre. Plus au nord-est apparaît ensuite une zone mixte où les deux sens de mouvement coexistent. À partir de la bande septentrionale du grès de Thiviers on rencontre seulement le sens senestre, remarquablement développé proche de la faille d'Estivaux. Là le coefficient de cisaillement γ atteint des valeurs autour de 5,4. Cela implique un déplacement senestre total d'environ 30 kilomètres emmagasiné par la totalité des déformations ductiles. Quant aux intrusions, l'orthogneiss du Saut-du-Saumon recèle deux sens de mouvement, mais le granite d'Estivaux que le sens senestre.
Les structures et les méthodes microtectoniques suivantes soulignent le cisaillement senestre dans le grès de Thiviers au nord :
- l'analyse des axes <c> du quartz.
- les ombres de pression asymétriques et senestres autour des porphyroblastes de grenat.
- les porphyroclastes du type σ.

Dans les schistes de Donzenac on voit des structures suivantes :
- les bandes de cisaillement senestres.
- les ombres de pression senestres autour des prophyroblastes de biotite.

Même l'Unité Supérieure de Gneiss est affectée près de Saint-Cyr-les-Champagnes de cisaillements senestres (lentilles de quartz cisaillées en sens senestre).
Dans les schistes de Donzenac on peut observer comment le cisaillement dextre se superpose au cisaillement senestre et donc est postérieur. Ici les porphyroblastes de biotite sigmoïdes cisaillés en sens senestre sont clairement affectés par des bandes de cisaillement dextres, avec néoformation de la chlorite rétrograde.
En fin de compte ces cisaillements pénétrants sont également responsables pour les plissements de l'unité de Thiviers-Payzac. Les structures plissées peuvent être interprétées comme des plis d'étirement dans une zone décrochante transpressive. L'étirement en continu imposa une rotation aux plis naissants jusqu'à ce que leur alignement final soit identique à la direction d'étirement maximale
Les étirements tectoniques subis par l'unité de Thiviers-Payzac ne s'arrêtèrent point avec la fin des mouvements ductiles. En régime cassant l'unité fut affectée par plusieurs petits décrochements senestres orientés NE-SO, normalement avec des déplacements de l'ordre de 500 mètres. Une exception fait le décrochement de Dussac au nord de Lanouaille, qui montre un déplacement de presque 6 kilomètres!

## Datations des mouvements
La datation de mouvements tectoniques est fondée sur les comparaisons avec les terrains de lithologie et de structuration similaire, comme par exemple le Massif armoricain (Synclinal de Chantonnay en Vendée) et le Rouergue. Les mouvements dextres se déroulèrent au Massif Armoricain méridional entre 325 et 305 millions d'années pendant le Namurien et le Westphalien (ç.à.d. pendant le Serpukhovien et le Moscovien). Pour  l'unité de Thiviers-Payzac au Bas-Limousin (étant considérée comme un prolongement de la Vendée vers le sud-est) on peut donc supposer un âge Carbonifère moyen à Carbonifère supérieur pour la déformation. L'âge comparable des leucogranites au Limousin central et septentrional supporte cette argumentation.
Mais il existe aussi quelques datations à l'argon qui donnent un âge tournaisien pour l'intrusion du granite d'Estivaux et pour les mouvements mylonitiques de l'orthogneiss du Saut-du-Saumon. Ils signalent donc un épisode tectonique déjà au Carbonifère inférieur pour le Bas-Limousin (phase bretonne).